# Det levende Lig
|  | For den sovjetiske filmatisering fra 1968, se Zjivoj trup |
Det levende Lig (russisk: Живой труп, translit.: Sjivoj trup, tysk: Der lebende Leichnam) er en sovjetisk-tysk drama-stumfilm fra 1929 instrueret af Fjodor Otsep. Filmen har i hovedrollerne Vsevolod Pudovkin, Maria Jacobini and Viola Garden.
Filmen er baseret på Lev Tolstojs skuespil af samme navn, opført posthumt i 1911. Filmen er en co-produktion mellem det russisk-baserede Mesjrabpomfilm og det tyske filmselskab Prometheus Film støttet af det tyske kommunistparti.

## Handling
Filmens hovedperson er Fjodor Protassov, hvis ægteskab med hustruen Liza ligger i ruiner. Da den russisk-ortodokse kirke ikke tillader skilsmisse, fingerer Fjodor sit selvmord, således at Liza kan gifte sig med sin elsker Viktor Karenin. Fjodors er dog ikke lykkelig i sit nye illegale liv, hvor han er et "levende lig".
En dag afsløres det, at Fjodor stadig er i live, og at Liza derved er skyldig i bigami. Hun tiltales og mens hun venter på sin dom, som jo burde være idømt Fjodor. Fjodor fortryder, at det er kommet så vidt, og han beslutter at levere et sidste offer: Han gennemfører nu sit selvmord og skyder sig selv. 

## Medvirkende
- Vsevolod Pudovkin som Fjodor Protasov
- Maria Jacobini som Jelizaveta Protasova
- Viola Garden som Sasja
- Julia Serda som Anna Pavlovna
- Nato Vachnadze som Masja